# Новая Николаевка (Нижегородская область)
Новая Николаевка — поселок в Гагинском районе Нижегородской области. Входит в состав Ушаковского сельсовета.

## География
Находится в южной части Нижегородской области на расстоянии приблизительно 13 километров (по прямой) на юг-юго-восток от села Гагино.

## Население
Постоянное население составляло 23 человека (русские 100 %) в 2002 году, 3 в 2010.